# Макэкран, Джордж
Джордж Джеймс Макэ́кран (англ. George James McEachran; родился 30 августа 2000, Оксфорд) — английский футболист, атакующий полузащитник клуба «Суиндон Таун».

## Клубная карьера
Джордж — воспитанник юношеской академии «Челси». Выступает за клуб с восьмилетнего возраста. Его старший брат, Джош, также играл в академии «Челси», а другой брат, Зак, играет за клубы нижних английских дивизионов.

## Карьера в сборной
16 августа 2015 года дебютировал в составе национальной сборной Англии до 16 лет в матче против сверстников из США.
С 2016 года выступает в составе сборной Англии до 17 лет. В 2017 году в составе сборной принял участие в чемпионате Европы (дошёл до финала) и чемпионате мира.

## Достижения
Англия (до 17)
- Победитель чемпионата мира (до 17 лет): 2017